# Hamilton Hall (Universidad de Columbia)
Hamilton Hall es un edificio académico en Manhattan, Nueva York (Estados Unidos). Se encuentra ubicado en el campus de Morningside Heights de la Universidad de Columbia en College Walk (calle 116) en 1130 Ámsterdam Avenue. Fue construido entre 1905 y 1907 y fue diseñado por McKim, Mead & White en estilo neoclásico; el inmueble era parte del plan maestro original de la empresa para el campus. Fue donado por John Stewart Kennedy, un ex fideicomisario de Columbia College, y lleva el nombre de Alexander Hamilton, quien asistió a King's College, el nombre original de Columbia. Una estatua de Hamilton de William Ordway Partridge se encuentra fuera de la entrada del edificio. Hamilton Hall es la ubicación de las oficinas administrativas de Columbia College.

## Historia

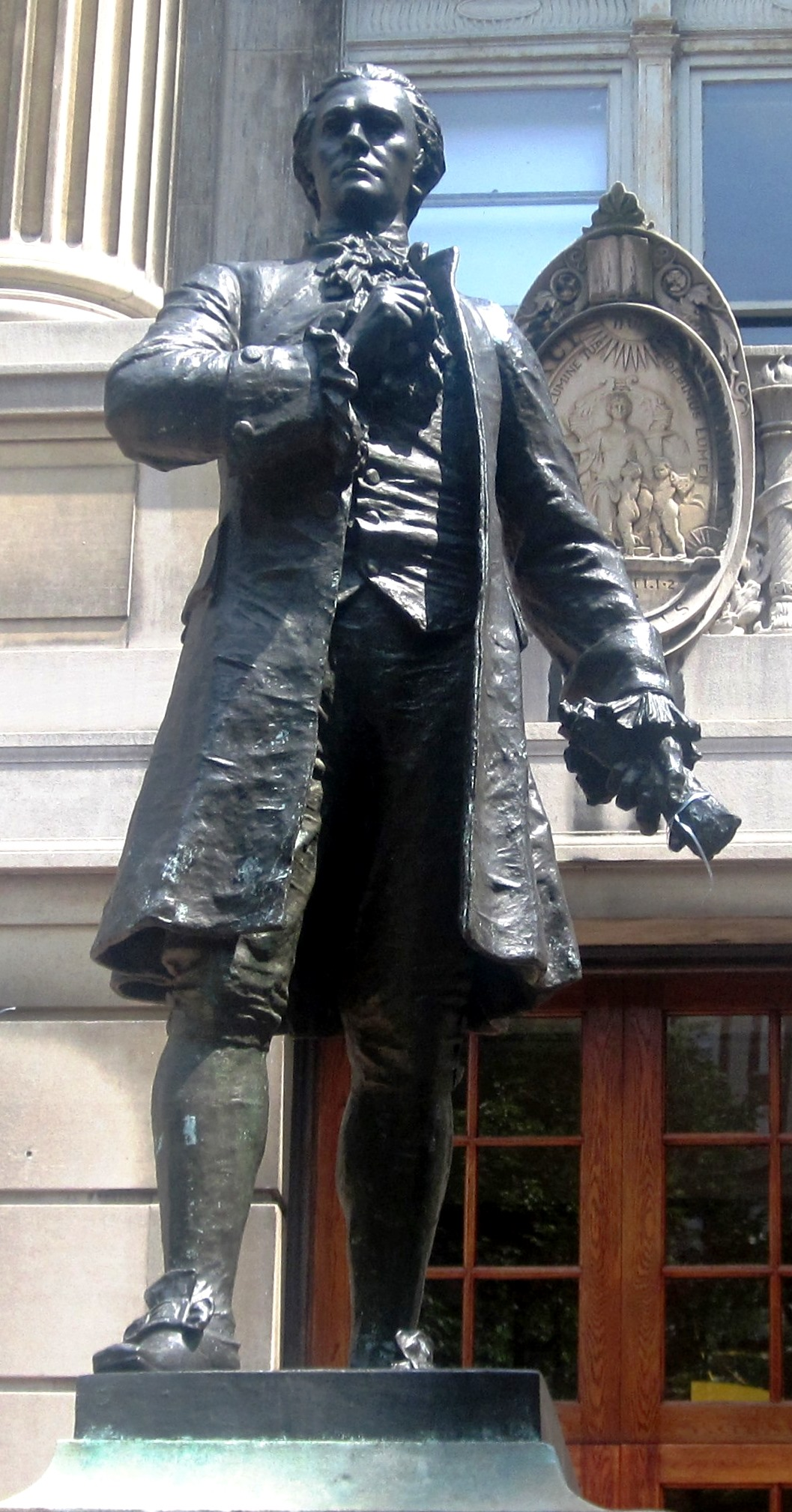
Hamilton, de William Ordway Partridge

El Hamilton Hall original fue construido en 1878 en estilo neogótico y ubicado en la Avenida Madison entre las calles 49 y 50 en el antiguo campus de Midtown de la universidad. Tenía 5 pisos de altura y tenía una torre elaborada en su esquina noroeste. Estaba ubicado directamente al otro lado de la calle 50 de Villard Houses, que aún se mantiene en pie.
Cuando Columbia se reconstituyó como universidad y se mudó a Morningside Heights en la década de 1890, originalmente no había planes para el área al sur de la calle 116, donde ahora se encuentra Hamilton Hall, ni para ninguna instalación dedicada a la universidad de pregrado. Sin embargo, los defensores de la universidad perseveraron y la piedra angular del nuevo Hamilton Hall se colocó en 1905. El edificio fue diseñado por la firma McKim, Mead, and White en estilo neoclásico, en consonancia con el resto del campus universitario. Fue terminado en 1907.
En la segunda mitad del siglo XX, Hamilton Hall fue ocupado varias veces en el curso de la actividad de protesta estudiantil, la más famosa durante las protestas de abril de 1968. En el transcurso de esta protesta, un grupo multirracial primero se atrincheró dentro del edificio y encarceló al decano interino Henry S. Coleman en su oficina. Los estudiantes negros finalmente pidieron a los estudiantes blancos que se fueran, lo que provocó que estos últimos tomaran el control de varios otros edificios universitarios.
Después del final violento de las actividades de abril, Hamilton fue la sala despejada más pacíficamente, pero se volvió a ocupar brevemente más tarde ese año. El edificio también fue el sitio de una importante huelga estudiantil de 1985 y una barricada para exigir la desinversión universitaria de Sudáfrica, que estaba bajo el sistema de apartheid en ese momento, así como clases de estudios étnicos en la universidad.
Más recientemente, Hamilton Hall ha sido objeto de amplias renovaciones para restaurar muchos de sus detalles históricos. El edificio alberga muchas de las clases del famoso Core Curriculum de Columbia College, y aparentemente es una tradición de los maestros de la clase Core Contemporary Civilization observar a los estudiantes que ingresan al edificio para los exámenes desde el techo de la cercana Biblioteca Butler.

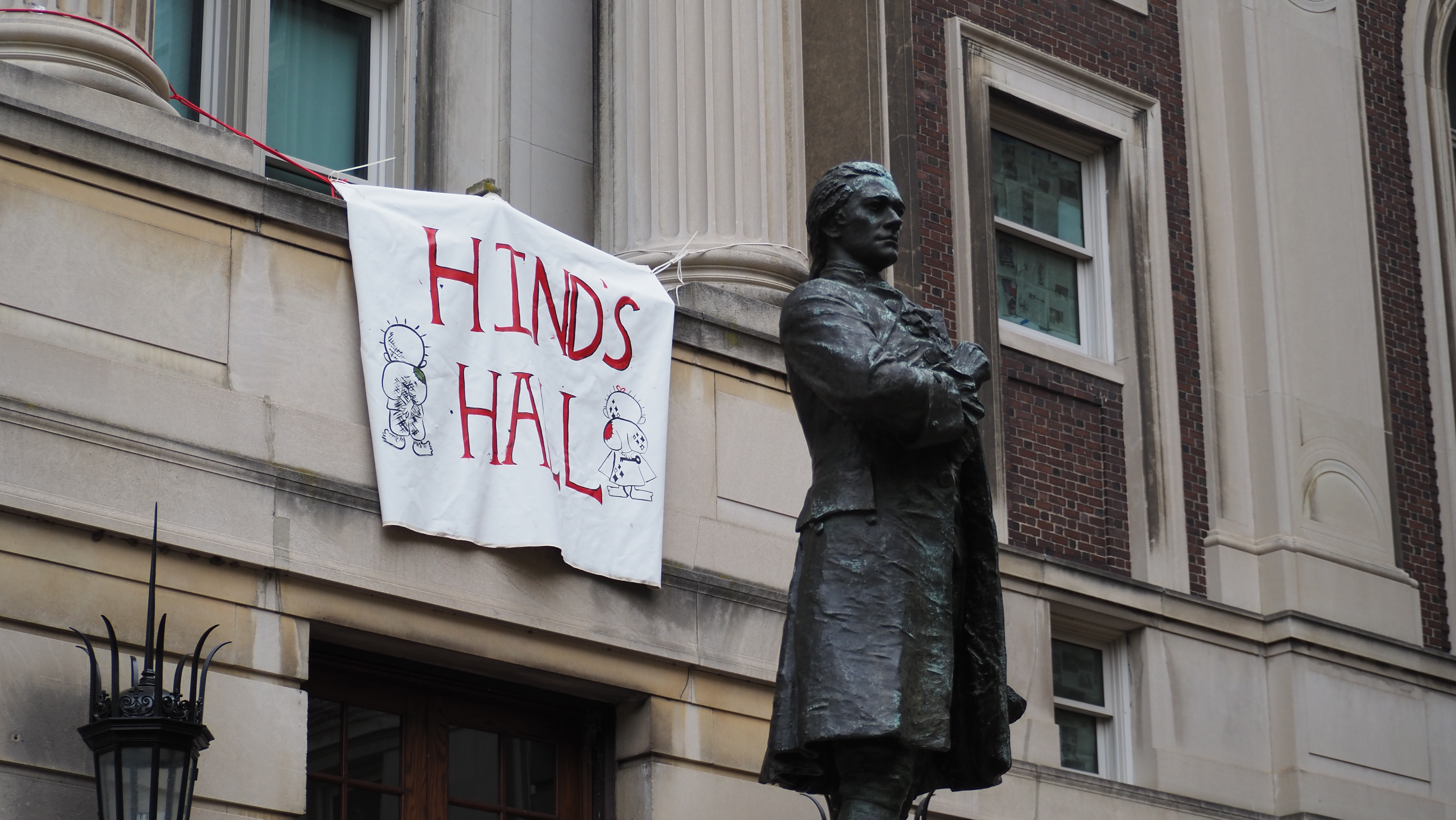
Una pancarta cuelga del Hamilton Hall de Columbia después de que los manifestantes ocuparan el edificio y lo rebautizaran "Hind's Hall".

En abril de 2024, un grupo de estudiantes, personal de la universidad, exalumnos y otras personas no afiliados a la escuela que habían estado participando en un campamento de tiendas de campaña en protesta por la invasión israelí de la Franja de Gaza ocuparon la sala. Durante la ocupación del edificio, los manifestantes desplegaron una gran pancarta y cambiaron el nombre del edificio a «Hind's Hall» en referencia a Hind Rajab, una niña palestina de seis años asesinada por las Fuerzas de Defensa de Israel. Los manifestantes fueron desalojados de la sala por la fuerza por el Departamento de Policía de Nueva York la noche del 30 de abril de 2024. El rapero estadounidense Macklemore lanzó una canción de protesta contra la guerra, titulada «Hind's Hall», en referencia a la niña palestina asesinada y la ocupación de la sala.